# 本寂
本寂（ほんじゃく、1808年3月12日（文化5年2月16日） - 1877年（明治10年）12月12日）は、日本の僧侶。浄土真宗興正寺の第27世住職。諱は華園 摂信（はなぞの かねのぶ）、諡は大慶喜心院。

## 概要
長らく西本願寺に属していた興正寺を「真宗興正派」として独立させた。

## 来歴
1808年、関白鷹司政通の次男として生まれる。母は家女房。妻は一条良子（関白一条忠良の娘）。
1811年に興正寺にて出家し、1819年に11歳で興正寺門主に就任する。幕末期には西本願寺門主の広如と共に勤皇の姿勢を明確に打ち出し、禁門の変において長州藩兵を門内に匿い裏門から逃したり、戊辰戦争では新政府軍として興正寺の僧侶・門徒を従軍させるなどした。
明治に入り苗字を名乗ることが義務付けられると、「華園」姓を名乗った。明治維新後もしばらく西本願寺と行動を共にしていたが、教導職大教正を務めるなど政府の大教宣布政策に好意的な本寂と、大教院からの離脱を目指す西本願寺との対立が次第に鮮明になり、1876年（明治9年）に「真宗興正派」として一派独立を果たす。晩年は、江戸時代まで真宗禁教令が出されていた旧薩摩藩（鹿児島県）での布教に尽力した。
1877年（明治10年）12月12日、69歳で遷化。

## 人物
1818年（文政元年）から最晩年の1877年までほぼ毎日日記をつけており、1830年8月19日（文政13年7月2日）に発生した京都地震の被害についても詳細に記している。
妙好人として知られる讃岐の庄松は興正寺の末寺である勝覚寺の檀家であり、本寂と真宗の安心について問答した逸話が残っている。（詳細は庄松の項目を参照のこと）

## 子孫
- 長男・澤馨(1836/5/7-1861/4/10[2])
- 次男・信教(1845/8/13-1872/3/16[2])
- 三男・澤称(1852/6/8-1912/11/19[2])
  - 孫・真淳(1884年8月3日-1975年1月22日[2]）
    - 曾孫・茂(1922年6月25日-1945年3月28日[2]）
    - 曾孫・華園真準
      - 玄孫・華園真暢
        - 来孫・華園沙弥香

    - 孫・称心(1883/3/1、大谷勝彦養子[2]))
    - 孫・信由(1887/11/14-、1936/6/12分家[2])
    - 孫・称念(1892-、1919年分家[2])
    - 孫・行康(梶野行和養子[2]、孫に梶野行淳)
    - 孫・良厳(1894-、1923年分家[2])
    - 孫・称淳(1898/6/22-1989/6/14、1925/1/31分家[2])
    - 孫・称(1901年生、日下俊隆養子[2])
- 四男・信暁(1857/6/10生、1913/11/13分家[2])

## 系譜
東山天皇の男系五世子孫である。東山天皇の孫（閑院宮直仁親王の子）で鷹司家を継いだ鷹司輔平の男系後裔。

詳細は皇別摂家#系図も参照のこと。